# Waldemar R. Röhrbein
Waldemar R. Röhrbein (né le 9 septembre 1935 à Hanovre et mort le 5 octobre 2014 à Emden,) est un historien allemand. Il travaille comme directeur et directeur de musée et est président de l'Association patriotique de Basse-Saxe (de).

## Biographie
Waldemar R. Röhrbein étudie l'histoire, l'anglais, l'éducation et la philosophie aux universités de Göttingen et de Hambourg. Au semestre d'hiver 1964/65, il obtient son doctorat à l'Université de Göttingen avec son ouvrage Hamburg und der hannoversche Verfassungskonflikt, 1837–1840. En 1965, il entre au service des musées.
En 1967, Röhrbein devient directeur du Musée de la ville de Göttingen (de). De 1976 jusqu'à sa retraite en 1997, il est directeur du Musée historique sur le Hohen Ufer à Hanovre (de), et de 1995 à 1997 également directeur du Musée Kestner. De 1986 à 2001 et à nouveau depuis avril 2010, il est vice-président de l'Association patriotique de Basse-Saxe (de). De 1999 à 2004, il est président de l'Association patriotique de Basse-Saxe.
Röhrbein siège au conseil consultatif de la Société d'histoire de Basse-Saxe (de). En 2004, il reçoit l'Ordre du Mérite de Basse-Saxe (de) de 1re classe.

## Travaux (sélection)
Waldemar R. Röhrbein publie sur l'histoire des villes de Göttingen et d'Hanovre ainsi que sur l'histoire de la Basse-Saxe, mais aussi sur les musées et le mouvement patriotique. En particulier, avec Klaus Mlynek, responsable des archives de la ville d'Hanovre (de) pendant de nombreuses années, il est également éditeur et auteur :
- 1986: Der Maschsee in Hannover. Seine Entstehung und Geschichte, hrsg. von Waldemar R. Röhrbein, mit Beiträgen von Felix zur Nedden (de), Waldemar R. Röhrbein, Klaus Mlynek, Dieter Tasch (de), Kaspar Klaffke, Ernst August von der Haar und Peter K.-W. Meyer, Hannover: Schlütersche Verlagsanstalt und Druckerei, 1986,  (ISBN 978-3-87706-046-9) und  (ISBN 3-87706-046-3); Inhaltsverzeichnis
- 1992–1994 Geschichte der Stadt Hannover, hrsg. von Klaus Mlynek und Waldemar R. Röhrbein, unter Mitarbeit von Dieter Brosius (de), Carl-Hans Hauptmeyer (de), Siegfried Müller (de) und Helmut Plath (de), Schlütersche Verlagsgesellschaft (de) und Druckerei,
  - Vol. 1: Von den Anfängen bis zum Beginn des 19. Jahrhunderts, 1992,  (ISBN 3-87706-351-9)
  - Vol. 2: Vom Beginn des 19. Jahrhunderts bis in die Gegenwart, Hannover 1994,  (ISBN 3-87706-364-0)

et, après sa retraite en 1997,
- 2001 Hannover Chronik (de)
- 2002 Hannoversches Biographisches Lexikon
- 2009 Stadtlexikon Hannover

Autres travaux:
- Ausverkauf. Die Marienburg der Welfen im Brennpunkt der Interessen. In: Niedersachsen (Zeitschrift für Kultur, Geschichte, Heimat und Natur seit 1859), 2/2006, S. 34–35. Derselbe Text findet sich mit kleinen Änderungen unter dem Titel: Im Brennpunkt: Die Marienburg, in: Förderverein für die Stadtgeschichte von Springe e. V.: Springer Jahrbuch 2006, S. 67–73, 125–126.
- Kleine Stadtgeschichte Hannovers (chronologische Erzählung, 192 Seiten), Regensburg: Pustet, 2012,  (ISBN 978-3-7917-2311-2)
- Waldemar R. Röhrbein (Hrsg.), Hugo Thielen (Bearb.): Jüdische Persönlichkeiten in Hannovers Geschichte, vollständig überarbeitete, erweiterte und aktualisierte Neuauflage, Hannover: Lutherisches Verlagshaus, 2013,  (ISBN 978-3-7859-1163-1)